# Championnat de Nouvelle-Zélande de football 1993
Navigation
Saison précédente Saison suivante
La saison 1993 du Championnat de Nouvelle-Zélande de football est la 24e édition du championnat de première division en Nouvelle-Zélande. La Superclub Competition  est organisée en trois phases. Lors de la première, trente équipes sont réparties en trois poules géographiques (Nord, Centre et Sud) où elles affrontent leurs adversaires deux fois, à domicile et à l'extérieur. Les huit meilleures équipes (trois pour le Nord, trois pour le Centre et deux pour le Sud) se retrouvent en deuxième phase, qui prend la forme d'une poule unique où les formations ne se rencontrent qu'une seule fois. Les quatre premiers disputent ensuite la troisième phase, qui se joue en tournoi à élimination directe jusqu'à la finale nationale.
C'est le club de Napier City Rovers AFC qui remporte le championnat après avoir battu en finale le tenant du titre, Waitakere City FC. C'est le 2e titre de champion de Nouvelle-Zélande de l'histoire du club, qui réussit même le doublé après sa victoire en finale de la Coupe de Nouvelle-Zélande, face aux Rangers AFC.

## Compétition
Le barème utilisé pour établir l'ensemble des classements est le suivant :
- Victoire : 3 points
- Match nul : 1 point
- Défaite : 0 point

### Première phase
Le dernier de chaque poule est relégué en championnat régional.

#### Northern League
| Rang | Équipe                    | Pts | J  | G  | N | P  | Bp | Bc | Diff |
| ---- | ------------------------- | --- | -- | -- | - | -- | -- | -- | ---- |
| 1    | Waitakere City FC         | 42  | 18 | 13 | 3 | 2  | 58 | 15 | +43  |
| 2    | Waikato United            | 38  | 18 | 11 | 5 | 2  | 45 | 19 | +26  |
| 3    | North Shore United AFC    | 38  | 18 | 12 | 2 | 4  | 34 | 22 | +12  |
| 4    | Mount Wellington AFC      | 29  | 18 | 8  | 5 | 5  | 31 | 28 | +3   |
| 5    | Central United FC         | 28  | 18 | 8  | 4 | 6  | 34 | 34 | 0    |
| 6    | Mount Albert-Ponsonby AFC | 25  | 18 | 7  | 4 | 7  | 29 | 32 | -3   |
| 7    | Oratia United             | 19  | 18 | 5  | 4 | 9  | 23 | 30 | -7   |
| 8    | Manurewa AFC              | 14  | 18 | 4  | 2 | 12 | 23 | 51 | -28  |
| 9    | Papatoetoe AFC            | 10  | 18 | 2  | 4 | 12 | 19 | 35 | -16  |
| 10   | Mount Maunganui AFC       | 9   | 18 | 2  | 3 | 13 | 22 | 52 | -30  |

|  | Qualification pour la deuxième phase |
|  | Relégation en championnat régional   |

#### Central League
| Rang | Équipe                     | Pts | J  | G  | N | P  | Bp | Bc | Diff |
| ---- | -------------------------- | --- | -- | -- | - | -- | -- | -- | ---- |
| 1    | Napier City Rovers AFC (T) | 43  | 18 | 13 | 4 | 1  | 58 | 16 | +42  |
| 2    | Wanganui East Athletic     | 36  | 18 | 10 | 6 | 2  | 52 | 27 | +25  |
| 3    | Wellington Olympic AFC     | 34  | 18 | 10 | 4 | 4  | 47 | 26 | +21  |
| 4    | Miramar Rangers            | 33  | 18 | 8  | 9 | 1  | 28 | 19 | +9   |
| 5    | Nelson United AFC          | 28  | 18 | 9  | 1 | 8  | 28 | 36 | -8   |
| 6    | Wellington United AFC      | 25  | 18 | 7  | 4 | 7  | 36 | 35 | +1   |
| 7    | Lower Hutt City AFC        | 24  | 18 | 7  | 3 | 8  | 29 | 36 | -7   |
| 8    | Petone SC                  | 15  | 18 | 4  | 3 | 11 | 28 | 39 | -11  |
| 9    | New Plymouth Old Boys      | 7   | 18 | 2  | 1 | 15 | 19 | 53 | -34  |
| 10   | Waterside Karori           | 6   | 18 | 1  | 3 | 14 | 23 | 61 | -38  |

|  | Qualification pour la deuxième phase |
|  | Relégation en championnat régional   |
|  | (T) : Tenant du titre                |

#### Southern League
| Rang | Équipe                     | Pts | J  | G  | N | P  | Bp | Bc | Diff |
| ---- | -------------------------- | --- | -- | -- | - | -- | -- | -- | ---- |
| 1    | Roslyn-Wakari AFC          | 45  | 18 | 14 | 3 | 1  | 45 | 10 | +35  |
| 2    | Rangers AFC                | 41  | 18 | 12 | 5 | 1  | 40 | 10 | +30  |
| 3    | Christchurch Technical AFC | 32  | 18 | 9  | 5 | 4  | 37 | 22 | +15  |
| 4    | Halswell United            | 30  | 18 | 8  | 6 | 4  | 31 | 20 | +11  |
| 5    | Woolston WMC               | 27  | 18 | 8  | 3 | 7  | 32 | 24 | +8   |
| 6    | Green Island FC            | 22  | 18 | 6  | 4 | 8  | 29 | 33 | -4   |
| 7    | Dunedin Technical AFC      | 19  | 18 | 6  | 1 | 11 | 13 | 37 | -24  |
| 8    | Burnside AFC               | 16  | 18 | 5  | 1 | 12 | 25 | 39 | -14  |
| 9    | Christchurch United AFC    | 16  | 18 | 5  | 1 | 12 | 19 | 39 | -20  |
| 10   | Western AFC                | 6   | 18 | 1  | 3 | 14 | 13 | 50 | -37  |

|  | Qualification pour la deuxième phase |
|  | Relégation en championnat régional   |

### Deuxième phase
| Rang | Équipe                 | Pts | J | G | N | P | Bp | Bc | Diff |
| ---- | ---------------------- | --- | - | - | - | - | -- | -- | ---- |
| 1    | Waitakere City FC (T)  | 16  | 7 | 5 | 1 | 1 | 15 | 7  | +8   |
| 2    | Napier City Rovers AFC | 15  | 7 | 5 | 0 | 2 | 17 | 10 | +7   |
| 3    | Waikato United         | 11  | 7 | 3 | 2 | 2 | 10 | 9  | +1   |
| 4    | North Shore United AFC | 10  | 7 | 3 | 1 | 3 | 12 | 12 | 0    |
| 5    | Roslyn-Wakari AFC      | 8   | 7 | 2 | 2 | 3 | 13 | 12 | +1   |
| 6    | Wellington Olympic AFC | 7   | 7 | 2 | 1 | 4 | 13 | 17 | -4   |
| 7    | Wanganui East Athletic | 7   | 7 | 2 | 1 | 4 | 6  | 14 | -8   |
| 8    | Rangers AFC            | 5   | 7 | 1 | 2 | 4 | 7  | 12 | -5   |

|  | Qualification pour la phase finale |

### Phase finale
|  | Quarts de finale | Quarts de finale   | Quarts de finale |  |   | Demi-finale        | Demi-finale | Demi-finale |   |                    | Finale                | Finale                | Finale                |
|  |                  |                    |                  |  |   |                    |             |             |   |                    |                       |                       |                       |
|  | 3 octobre        |                    |                  |  |   |                    |             |             |   |                    |                       |                       |                       |
|  | 1                | Waitakere City FC  | 4                |  |   |                    |             |             |   |                    | 17 octobre à Auckland | 17 octobre à Auckland | 17 octobre à Auckland |
|  | 2                | Napier City Rovers | 1                |  |   | 10 octobre         | 10 octobre  | 10 octobre  |   |                    | 1                     | Waitakere City FC     | 3                     |
|  |                  |                    |                  |  | 2 | Napier City Rovers | 1           |             | 2 | Napier City Rovers | 4 ap                  |                       |                       |
|  | 3 octobre        | 3 octobre          | 3 octobre        |  | 4 | North Shore        | 0           |             |   |                    |                       |                       |                       |
|  | 3                | Waikato United     | 0                |  |   |                    |             |             |   |                    |                       |                       |                       |
|  | 4                | North Shore        | 1                |  |   |                    |             |             |   |                    |                       |                       |                       |

## Bilan de la saison
| Championnat de Nouvelle-Zélande de football 1993                             |                                   |
| Champion                                                                     | Napier City Rovers AFC (2e titre) |
| Coupes et trophées                                                           |                                   |
| Vainqueur de la Coupe de Nouvelle-Zélande 1993                               | Napier City Rovers AFC            |
| Promotions et relégations                                                    |                                   |
| Promus en Championnat de Nouvelle-Zélande de football                        | Ellerslie AFC                     |
| Promus en Championnat de Nouvelle-Zélande de football                        | Manawatu United                   |
| Promus en Championnat de Nouvelle-Zélande de football                        | Cashmere Wanderers AFC            |
| Relégués en Championnat de Nouvelle-Zélande de football de deuxième division | Waterside Karori                  |
| Relégués en Championnat de Nouvelle-Zélande de football de deuxième division | Mount Maunganui AFC               |
| Relégués en Championnat de Nouvelle-Zélande de football de deuxième division | Western AFC                       |